# Marphysa corallina
Marphysa corallina är en ringmaskart som först beskrevs av Johan Gustaf Hjalmar Kinberg 1865.  Marphysa corallina ingår i släktet Marphysa och familjen Eunicidae. Inga underarter finns listade i Catalogue of Life.